# Платонова, Юлия Фёдоровна
Юлия Фёдоровна Платонова (в замужестве Тванева, урождённая Гардер; 1841—1892) — актриса Императорской Санкт-Петербургской оперной труппы; оперная певица с чьим именем, согласно «ЭСБЕ», буквально «связано возрождение русской оперы»; музыкальный педагог.

## Биография
Юлия Гардер родилась в 1841 году в городе Риге. С самого раннего детства она отличалась особенной любовью и способностями к музыке. Воспитание получила в Митавской женской гимназии, где обращала на себя всеобщее внимание главным образом, как прекрасная пианистка. Отдавая все своё свободное время на изучение музыки, она в гимназии занималась по преимуществу игрой на фортепиано; однако, по окончании курса гимназии, продолжая ещё усерднее работать над своим музыкальным образованием, большую часть времени и трудов стала посвящать развитию своего голоса. В этом ей помог тогдашний директор Митавского музыкального общества по фамилии Постель, который в течение двух лет руководил её занятиями.
Задумав избрать артистическую карьеру, Платонова оставила Митаву и переехала в столицу Российской империи город Санкт-Петербург. Здесь она начала брать уроки пения у Н. Вителяро, с целью подготовки в оперные артистки, что ей вполне удалось, и 26 августа 1863 года она дебютировала на императорской сцене в партии Антониды в «Жизни за Царя». Дебютантка имела большой успех и была принята на службу Дирекции.
Происходя из немецкой фамилии и прожив более двадцати лет в немецких городах, Юлия Платонова в начале очень затруднялась партиями чисто русского характера, так как выговор выдавал её происхождение, но с этим, при помощи А. С. Даргомыжского, она скоро справилась, и репертуар её почти сплошь наполнился русскими операми.
Её голос был очень обширный, хотя и не особенно звучный в верхнем регистре; зато она обладала редкой музыкальностью, замечательной фразировкой и всегда самой тщательной отделкой своих ролей. Особенно удавались ей партии сильно драматического характера — здесь у неё не было соперниц, и это доставило ей выдающееся место в труппе. Почти ни одна опера не проходила без её участия. Хотя Платонова сравнительно недолго пробыла на сцене, но имя её, по мнению современников, занимает видное место в истории русской оперы.
Иногда Платоновой приходилось выступать (как, например, в ноябре 1873 года) по три раза в неделю, да ещё в таких партиях, как: Антониды («Жизнь за Царя»), Валентины («Гугеноты»), Ольги («Псковитянка») и многих других.
Как человек, актриса отличалась необыкновенно энергичным и настойчивым характером. С этой стороны её прекрасно характеризует следующий случай. Будучи горячей поклонницей таланта Мусоргского, Платонова, вместе с другими его почитателями-друзьями, всячески старалась о постановке на сцене его оперы «Борис Годунов», против чего сильно восставали многочисленные враги композитора. Однако Платоновой все-таки удалось настоять на своем, хотя при этом она рисковала своей службой в Дирекции: «Борис Годунов» был дан в бенефис Платоновой 24 января 1874 года, Платонова в роли Марины Мнишек была неподражаема, и благодаря ей эта опера некоторое время продержалась на сцене, несмотря на все нападки недоброжелателей.
Платонова была замужем за капитаном Тваневым. Муж её умер в 1876 году; она решила оставить сцену и 26 августа 1876 года вышла в отставку.
Оставив сцену, Платонова ещё долго трудилась на музыкально-педагогическом поприще. Неутомимая и энергичная, она устроила частную школу пения у себя на дому, а также и при Педагогическом музее в Соляном Городке. Здесь, как прекрасный музыкант и актриса, Платонова принесла огромную пользу родному искусству. Под её руководством получило своё музыкальное и сценическое образование и развило свои способности немало артистов.

## Смерть
Юлия Фёдоровна Платонова умерла 4 ноября 1892 года в городе Санкт-Петербурге от апоплексии и была похоронена на Смоленском православном кладбище.

## Роли
За время своей сценической деятельности она участвовала в более 50 операх. Наибольший успех певица имела в партиях: 
- Антониды («Жизнь за Царя»),
- Эльвиры («Страделла»),
- Марты («Mapта»),
- Матильды («Карл Смелый»),
- Эльвиры («Пуритане»),
- Наиды («Наида»),
- Наташи («Русалка»),
- Людмилы («Руслан и Людмила»),
- Алисы («Роберт»),
- Катерины («Гроза»),
- Адальгизы («Норма»),
- Амура («Орфей»),
- Эльзы («Лоэнгрин»),
- Марии («Вильям Ратклиф»),
- Ольги ("Нижегородцы),
- Берты («Иоанн Лейденский»),
- Гальки («Галька»), Салтанеты («Аммалат-Бек»),
- Маши («Проданная Невеста»),
- Даши («Вражья Сила»),
- Валентины («Гугеноты»),
- донны Анны («Каменный Гость»),
- донны Анны («Дон-Жуан»),
- Ольги («Псковитянка»),
- Марины Мнишек («Борис Годунов»),
- Елизаветы («Тангейзер»)[2].

## Киновоплощения
В фильме 1950 г. «Мусоргский» певицу сыграла советская кинозвезда Любовь Орлова.